# Hermann Manz (Verleger)
Hermann Manz (* 6. Mai 1839 in Regensburg; † 14. Oktober 1896 in Wien) war ein deutscher Verleger, Buch- und Kunsthändler.

## Leben

### Familie
Hermann Manz war der jüngste Sohn des Buchhändlers Georg Joseph Manz.
In erster Ehe heiratete er Rosa (geb. Schmederer) (* 18. Juli 1846; † 29. April 1880), die Schwester des Bankiers Max Schmederer; in zweiter Ehe heiratete er 1882 Anna, die Tochter eines Augsburger Malers, mit der er eine Tochter hatte:
- Stefanie Johanna Manz (* 26. Dezember 1886).

Hermann Manz nahm sich am 14. Oktober 1896 das Leben und wurde auf dem Hietzinger Friedhof in Wien beigesetzt.
Im Herbst 2021 schenkte die Manz’sche Verlags- und Universitätsbuchhandlung der Wienbibliothek ein wichtiges Konvolut aus den 1880er Jahren mit 120 Korrespondenzstücken von Hermann Manz an den Bibliografen Constant von Wurzbach.

### Werdegang
Hermann Manz erhielt eine Ausbildung zum Buchhändler bei Carl Muquardt (1813–1863) in Brüssel; eine weitere zweijährige Ausbildung bekam er in London bei Nikolaus Trübner, bevor er in das väterliche Geschäft nach Regensburg zurückkehrte.
1863 gründete er in München die H. Manz’sche Hof- und Kunsthandlung und verkaufte diese 1870 an Schandri & Comp.
Er gehörte im Mai 1867 zu den Gründern der Bayerischen Diskonto- und Versicherungsanstalt in München.
Auf Wunsch seines Vaters übernahm Hermann Manz 1875 die von seinem Onkel Friedrich Manz (1820–1866) in Wien gegründete Manz’sche Hofbuchhandlung, die er 1883 an den Verlag Julius Klinkhardt in Leipzig verkaufte; er verlegte neben juristischen Werken unter anderem Bildbände wie der 1880 erschienene Die Wiener Ringstraße in ihrer Vollendung und der Franz Josefs-Quai sowie vereinzelt auch belletristische Werke.
Für kurze Zeit kehrte er 1884 nochmals in das väterliche Geschäft nach Regensburg zurück, bevor er 1885 als Teilhaber in die Verlagsfirma Carl Gerold’s Sohn Verlag in Wien eintrat, die er im Juli 1895 alleine übernahm. Mit diesem Verlag veröffentlichte Hermann Manz unter anderem Publikationen des Österreichischen Museums in Wien; nach seinem Tod führte seine Witwe Anna das Unternehmen weiter.

## Mitgliedschaften
Hermann Manz war von 1882 bis 1885 Vorsitzender des Hauptverbands des österreichischen Buchhandels.
Er war Mitglied der Wiener Künstlervereinigung Grüne Insel.

## Ehrungen und Auszeichnungen
Hermann Manz durfte sich Buchhändler der k. k. Akademie der Wissenschaften nennen.
Beim Makart-Festzug wurde ihm 1879 die besondere Ehre zuteil, auf dem Festwagen Johannes Gutenberg zu verkörpern.
Er war Ritter des kaiserlichen österreichischen Franz-Joseph-Ordens, Kommandeur und Ritter des spanischen Isabellen-Ordens, Ritter des bayerischen Michaelsorden, Ritter des preußischen Kronenordens, Ritter des päpstlichen Gregoriusordens, Offizier des Sterns von Rumänen und des ottomanischen Osmanie-Ordens.
Er erhielt die bayerische Ludwigsmedaille, die große goldene Medaille für Kunst und Wissenschaft (siehe k.u.k. Österreichisches Ehrenzeichen für Kunst und Wissenschaft) und die preußische Kriegsgedenkmünze 1870/71.